# Буйчі (Пореч)
Буйчі (хорв. Buići) — населений пункт у Хорватії, в Істрійській жупанії у складі міста Пореч.

## Населення
Населення за даними перепису 2011 року становило 131 осіб.
Динаміка чисельності населення поселення:

## Клімат
Середня річна температура становить 15,27 °C, середня максимальна – 27,85 °C, а середня мінімальна – 2,98 °C. Середня річна кількість опадів – 1205 мм.
| Клімат поселення                              | Клімат поселення | Клімат поселення | Клімат поселення | Клімат поселення | Клімат поселення | Клімат поселення | Клімат поселення | Клімат поселення | Клімат поселення | Клімат поселення | Клімат поселення | Клімат поселення | Клімат поселення |
| Показник                                      | Січ.             | Лют.             | Бер.             | Квіт.            | Трав.            | Черв.            | Лип.             | Серп.            | Вер.             | Жовт.            | Лист.            | Груд.            |                  |
| Середній максимум, °C                         | 10,81            | 11,18            | 14,00            | 17,03            | 21,96            | 25,92            | 27,85            | 27,74            | 23,79            | 19,39            | 14,63            | 11,22            |                  |
| Середня температура, °C                       | 6,90             | 7,26             | 10,09            | 13,12            | 18,03            | 22,02            | 24,72            | 24,63            | 20,66            | 16,28            | 11,52            | 8,09             |                  |
| Середній мінімум, °C                          | 2,98             | 3,34             | 6,16             | 9,19             | 14,12            | 18,09            | 21,61            | 21,51            | 17,54            | 13,16            | 8,38             | 4,99             |                  |
| Норма опадів, мм                              | 126              | 114              | 101              | 98               | 72               | 53               | 32               | 48               | 95               | 142              | 170              | 154              |                  |
| Середньомісячна швидкість вітру, м/с          | 3.66             | 4.00             | 3.86             | 3.43             | 2.97             | 2.82             | 2.84             | 2.77             | 2.96             | 3.20             | 3.85             | 4.10             |                  |
| Середньомісячна сонячна радіація, кДж/м²·день | 5806             | 8512             | 12084            | 16465            | 20083            | 23274            | 24969            | 22616            | 16689            | 10929            | 6328             | 4876             |                  |
| --------------------------------------------- | ---------------- | ---------------- | ---------------- | ---------------- | ---------------- | ---------------- | ---------------- | ---------------- | ---------------- | ---------------- | ---------------- | ---------------- | ---------------- |
| Джерело:                                      |                  |                  |                  |                  |                  |                  |                  |                  |                  |                  |                  |                  |                  |